# Smokey Robinson

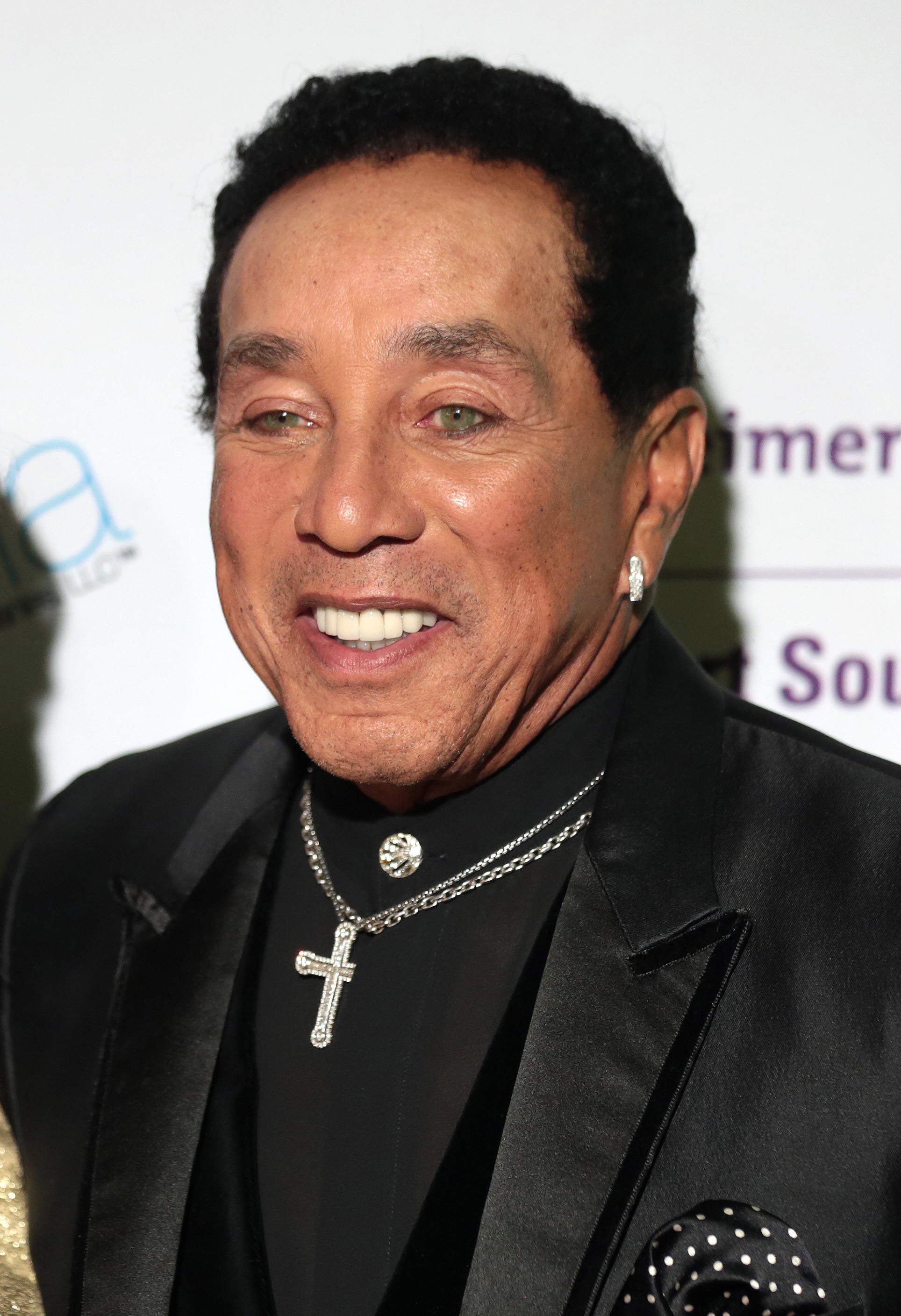
Smokey Robinson (2018)

William „Smokey“ Robinson, Jr. (* 19. Februar 1940 in Detroit, Michigan) ist ein US-amerikanischer Pop-Soul- und R&B-Sänger, Produzent, Arrangeur und Songwriter, der als einer der führenden Künstler maßgeblich am Erfolg des Plattenlabels Motown Records beteiligt war. Zwischen 1955 und 1972 feierte er Hits als Leadsänger der Gruppe The Miracles, danach folgten Solo-Erfolge wie Baby That’s Backatcha (1975), Cruisin’ (1979), Being with You (1981) sowie Just to See Her oder One Heartbeat (1987). Seine Aufnahme Quiet Storm (1975) verlieh einem ganzen Radioformat für gefühlvolle Soulballaden seinen Namen.

## Werdegang

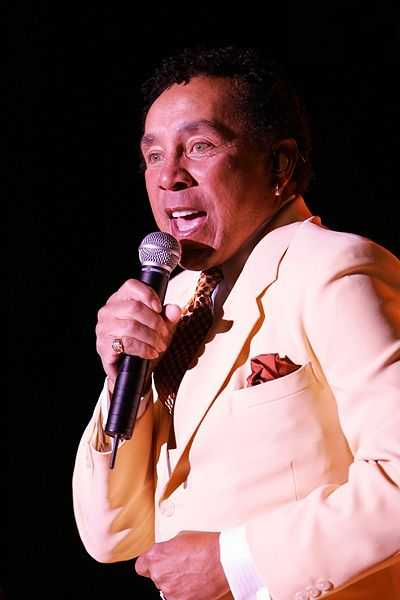
Smokey Robinson (2006)

Ende der 1950er Jahre traf Robinson in Detroit auf Berry Gordy, den Gründer des Motown-Labels, und er wurde mit seiner Band The Miracles der erste Hitlieferant für das junge Label. Der erste amerikaweite Hiterfolg war Shop Around aus dem Jahre 1960. Robinson wurde damit zur romantischen Stimme des Motown-Sounds im Gegensatz zu der Gruppe The Temptations. Er schrieb aber nicht nur Hits für seine eigene Band. Bei Motown nahmen in den 1960er Jahren so gut wie alle Künstler Lieder von Robinson auf (darunter Marvin Gaye, The Supremes oder The Four Tops) und machten im Idealfall Hits daraus. Songs wie My Guy von Mary Wells (1964) oder My Girl von den Temptations (1964/65) wurden zu Klassikern des Motownsounds. Auch Robinsons (You Got to Walk and) Don’t Look Back von 1965 wurde ein Temptations-Hit. Smokey Robinson hatte als Vize-Präsident von Motown Records (seit 1961) ein natürliches Interesse, dass solche Hits entstanden. Zeitgleich coverten stilistisch unterschiedliche Künstler wie die Rolling Stones, Sonny & Cher, Otis Redding, Mamas & Papas, Count Basie, Dean Martin oder Ella Fitzgerald seine Songs. Die Beatles coverten You’ve Really Got a Hold on Me für ihr zweites Album. 1970 hatte Smokey Robinson mit dem Song Tears of a Clown einen Nummer-eins-Hit in den USA.
Sein 1975 veröffentlichtes Album A Quiet Storm verlieh einem ganzen Genre seinen Namen. Nachdem eine Late-Night-Radio-Show in Washington D.C. in den späten 1970ern ihren Namen von dieser LP übernommen hatte und Robinsons Lied Quiet Storm zum Titelsong der Show wählte, zogen weitere Radiosender nach und spielten ihrerseits Lieder im Stil der LP entweder als Sendung in den Abend- und Nachtstunden oder im Laufe der Jahre sogar ganztägig. In Bezug auf das Genre Quiet Storm bedeutete dies R&B-Balladen und Jazz-infizierten Pop; das Soft-Soul-Äquivalent des Softrocks, der in den 1990er Jahren auch Einfluss auf den Neo-Soul hatte.
Ende der 1980er Jahre wurde Motown verkauft und kurz danach verabschiedete Robinson sich aus dem Vorstand. Seither geht er immer wieder auf Tour und ist bis heute ein gefragter Gast in Radio und Fernsehen. 1987 wurde er in die Rock and Roll Hall of Fame aufgenommen. Das Fachmagazin Rolling Stone wählte ihn auf Platz 20 der größten Sänger sowie auf Rang fünf der 100 größten Songwriter aller Zeiten.
Am 7. Juli 2009 eröffnete Smokey Robinson mit einer Rede die Trauerfeier für Michael Jackson im Staples Center in Los Angeles. Dabei las er zwei Beileidsbriefe vor. Diese stammten von der amerikanischen Sängerin Diana Ross und dem Friedensnobelpreisträger Nelson Mandela.
Im Jahr 2016 wurde er für sein Lebenswerk mit dem Library of Congress Gershwin Prize for Popular Song ausgezeichnet.
Robinson heiratete im Jahr 1959 Claudette Rogers, ein Mitglied von The Miracles. Sie bekamen eine Tochter und einen Sohn. Während dieser Ehe wurde der Sänger Vater eines weiteren Sohnes von einer anderen Frau. Die Ehe mit Claudette wurde 1986 geschieden.
Seit 2002 ist Robinson mit Frances Gladney verheiratet.

## Verschiedenes
In den 1970er Jahren hatte er eine Auseinandersetzung mit der britischen Band Smokey, da er nicht wollte, dass sie seinen Vornamen als Bandnamen benutzten. Sie benannten sich um in Smokie und wurden unter diesem Namen eine der erfolgreichsten Bands dieses Jahrzehnts.
Eine weitere Anekdote um seinen Namen entstammt dem Jahr 1987, in dem die Band ABC ihr Lied When Smokey Sings veröffentlichte. Das Lied stellt eine Hommage an den Sänger dar; im Text geht es um die Wirkung von Robinsons Gesang auf Frauen sowie die große Bandbreite seiner Stimme. Außerdem wurden Soundelemente aus Smokeys Lied Tears of a Clown eingesetzt. Darüber hinaus ist die Namensverwandtschaft der Band pikant, denn ABC-Records war ein direkter Konkurrent des Motown-Labels, dem Smokey Robinson lange vorgestanden hatte.

## Diskografie

### Studioalben
| Jahr | Titel                             | Höchstplatzierung, Gesamtwochen, AuszeichnungChartplatzierungen (Jahr, Titel, Platzierungen, Wochen, Auszeichnungen, Anmerkungen) | Höchstplatzierung, Gesamtwochen, AuszeichnungChartplatzierungen (Jahr, Titel, Platzierungen, Wochen, Auszeichnungen, Anmerkungen) | Anmerkungen |
| Jahr | Titel                             | UK | US | Anmerkungen |
| ---- | --------------------------------- | --- | --- | --- |
| 1973 | Smokey                            | — | US70 (19 Wo.)US | Erstveröffentlichung: 19. Juni 1973                                                                                            |
| 1974 | Pure Smokey                       | — | US99 (17 Wo.)US | Erstveröffentlichung: 15. März 1974                                                                                            |
| 1975 | A Quiet Storm                     | — | US36 (42 Wo.)US | Erstveröffentlichung: 26. März 1975                                                                                            |
| 1976 | Smokey’s Family Robinson          | — | US57 (15 Wo.)US | Erstveröffentlichung: 10. Februar 1976                                                                                         |
| 1977 | Deep in My Soul                   | — | US47 (14 Wo.)US | Erstveröffentlichung: 1977 |
| 1977 | Big Time                          | — | — | Erstveröffentlichung: 28. Juni 1977                                                                                            |
| 1978 | Love Breeze                       | — | US75 (19 Wo.)US | Erstveröffentlichung: 1978 |
| 1980 | Where There’s Smoke...            | — | US17 (47 Wo.)US | Erstveröffentlichung: 22. Mai 1979                                                                                             |
| 1980 | Warm Thoughts                     | — | US14 (21 Wo.)US | Erstveröffentlichung: 1980 |
| 1981 | Being with You                    | UK17 (10 Wo.)UK | US10 Gold · (28 Wo.)US | Erstveröffentlichung: 17. Februar 1981                                                                                         |
| 1982 | Yes It’s You Lady                 | — | US33 (17 Wo.)US | Erstveröffentlichung: 1982 |
| 1983 | Touch the Sky                     | — | US50 (17 Wo.)US | Erstveröffentlichung: 1983 |
| 1984 | Essar                             | — | US141 (11 Wo.)US | Erstveröffentlichung: 1984 |
| 1986 | Smoke Signals                     | — | US104 (13 Wo.)US | Erstveröffentlichung: 1986 |
| 1987 | One Heartbeat                     | — | US26 Gold · (58 Wo.)US | Erstveröffentlichung: 24. Februar 1987                                                                                         |
| 1990 | Love, Smokey                      | — | US112 (11 Wo.)US | Erstveröffentlichung: 1990 |
| 1991 | Double Good Everything            | — | — | Erstveröffentlichung: 1991 |
| 1999 | Intimate                          | — | US134 (3 Wo.)US | Erstveröffentlichung: 1999 |
| 2004 | Food for the Spirit               | — | — | Erstveröffentlichung: 2004 |
| 2006 | Timeless Love                     | UK*UK | US109 (3 Wo.)US | Erstveröffentlichung: 20. Juni 2006 in UK als Doppel-CD mit der Kompilation My World: The Definitive Collection veröffentlicht |
| 2009 | Time Flies When You’re Having Fun | — | US59 (3 Wo.)US | Erstveröffentlichung: 25. August 2009                                                                                          |
| 2010 | Now and Then                      | — | — | Erstveröffentlichung: 2010 |
| 2014 | Smokey & Friends                  | UK21 (3 Wo.)UK | US12 (1 Wo.)US | Erstveröffentlichung: 19. August 2014                                                                                          |
| 2017 | Christmas Everyday                | — | — | Erstveröffentlichung: 2017 |
| 2023 | Gasms                             | — | — | Erstveröffentlichung: 28. April 2023                                                                                           |

### Livealben
| Jahr | Titel   | Höchstplatzierung, Gesamtwochen, AuszeichnungChartsChartplatzierungen (Jahr, Titel, Platzierungen, Wochen, Auszeichnungen, Anmerkungen) | Anmerkungen                                                                                                  |
| Jahr | Titel   | US | Anmerkungen                                                                                                  |
| ---- | ------- | --- | --- |
| 1978 | Smokin’ | US165 (6 Wo.)US | Erstveröffentlichung: 31. Oktober 1978 aufgenommen am 25. Mai 1978 im Roxy, Sunset Boulevard, West Hollywood |

### Kompilationen
| Jahr | Titel                                 | Höchstplatzierung, Gesamtwochen, AuszeichnungChartplatzierungen (Jahr, Titel, Platzierungen, Wochen, Auszeichnungen, Anmerkungen) | Höchstplatzierung, Gesamtwochen, AuszeichnungChartplatzierungen (Jahr, Titel, Platzierungen, Wochen, Auszeichnungen, Anmerkungen) | Anmerkungen                                                                                              |
| Jahr | Titel                                 | UK | US | Anmerkungen                                                                                              |
| ---- | ------------------------------------- | --- | --- | --- |
| 1983 | Blame It on Love & All the Great Hits | — | US124 (7 Wo.)US | Erstveröffentlichung: 1983                                                                               |
| 1988 | Love Songs                            | UK69 Gold · (9 Wo.)UK | — | Erstveröffentlichung: Oktober 1988 mit Marvin Gaye                                                       |
| 2005 | My World: The Definitive Collection   | UK39 (2 Wo.)UK | US64 (2 Wo.)US | Erstveröffentlichung: 20. Juni 2006 in UK als Doppel-CD mit dem Studioalbum Timeless Love veröffentlicht |

Weitere Kompilationen
| - 1974: The Songs Of - 1978: Smokey’s World - 1981: Smokey Robinson - 1982: The Smokey Robinson Story – 18 Golden Greats - 1983: 18 Greatest Hits (mit The Miracles) - 1985: The Greatest Songs Written by Smokey Robinson - 1987: Greatest Hits (mit Marvin Gaye und The Miracles; UK: Silber) - 1988: 16 All-Time Hits - 1990: The Tracks of My Tears – The Best of Smokey Robinson (Writer & Performer) (mit The Miracles, Mary Wells, Marvin Gaye, The Four Tops und The Temptations) - 1994: Motown Legends: Cruisin’ – Being with You - 1997: The Ultimate Collection | - 1999: The Best of Smokey Robinson & the Miracles (mit The Miracles) - 2000: The Best of Smokey Robinson - 2006: Smokey Robinson & the Miracles (mit The Miracles) - 2007: Colour Collection (mit The Miracles) - 2010: Icon - 2010: The Solo Albums: Volume 1: Smokey / Pure Smokey - 2010: The Solo Albums: Volume 2: A Quiet Storm / Smokey’s Family Robinson - 2010: The Solo Albums: Volume 3: Deep in My Soul / Big Time - 2011: The Solo Albums: Volume 4: Love Breeze / Where There’s Smoke … - 2011: The Solo Albums: Volume 5: Smokin’ - 2011: The Solo Albums: Volume 6: Warm Thoughts / Being with You |

### Singles als Leadmusiker
| Jahr | Titel Album                                                     | Höchstplatzierung, Gesamtwochen, AuszeichnungChartplatzierungen (Jahr, Titel, Album, Platzierungen, Wochen, Auszeichnungen, Anmerkungen) | Höchstplatzierung, Gesamtwochen, AuszeichnungChartplatzierungen (Jahr, Titel, Album, Platzierungen, Wochen, Auszeichnungen, Anmerkungen) | Höchstplatzierung, Gesamtwochen, AuszeichnungChartplatzierungen (Jahr, Titel, Album, Platzierungen, Wochen, Auszeichnungen, Anmerkungen) | Anmerkungen          |
| Jahr | Titel Album                                                     | DE | UK | US | Anmerkungen          |
| ---- | --------------------------------------------------------------- | --- | --- | --- | -------------------- |
| 1973 | Sweet Harmony Smokey                                            | — | — | US48 (13 Wo.)US |                      |
| 1973 | Baby Come Close Smokey                                          | — | — | US27 (16 Wo.)US |                      |
| 1974 | Just My Soul Responding Smokey                                  | — | UK35 (6 Wo.)UK | — |                      |
| 1974 | It’s Her Turn to Live Pure Smokey                               | — | — | US82 (5 Wo.)US |                      |
| 1974 | Virgin Man Pure Smokey                                          | — | — | US56 (7 Wo.)US |                      |
| 1974 | I Am I Am Pure Smokey                                           | — | — | US56 (9 Wo.)US |                      |
| 1975 | Baby That’s Backatcha A Quiet Storm                             | — | — | US26 (11 Wo.)US |                      |
| 1975 | The Agony and the Ecstasy A Quiet Storm                         | — | — | US36 (12 Wo.)US |                      |
| 1976 | Quiet Storm A Quiet Storm                                       | — | — | US61 (7 Wo.)US |                      |
| 1976 | Open Smokey’s Family Robinson                                   | — | — | US83 (8 Wo.)US |                      |
| 1977 | There Will Come a Day (I’m Gonna Happen to You) Deep in My Soul | — | — | US42 (11 Wo.)US |                      |
| 1978 | Daylight and Darkness Love Breeze                               | — | — | US75 (8 Wo.)US |                      |
| 1979 | Cruisin’ Where There’s Smoke …                                  | — | — | US4 (25 Wo.)US |                      |
| 1980 | Let Me Be the Clock Warm Thoughts                               | — | — | US31 (14 Wo.)US |                      |
| 1981 | Being with You                                                  | — | UK1 Gold · (13 Wo.)UK | US2 Gold · (25 Wo.)US |                      |
| 1981 | You Are Forever Being with You                                  | — | — | US59 (7 Wo.)US |                      |
| 1982 | Tell Me Tomorrow – Part I Yes It’s You Lady                     | — | UK51 (4 Wo.)UK | US33 (12 Wo.)US |                      |
| 1982 | Old Fashioned Love Yes It’s You Lady                            | — | — | US60 (9 Wo.)US |                      |
| 1983 | Blame It on Love Blame It on Love & All the Great Hits          | — | — | US48 (12 Wo.)US | mit Barbara Mitchell |
| 1984 | And I Don’t Love You Essar                                      | — | UK90 (3 Wo.)UK | — |                      |
| 1986 | Hold On to Your Love Smoke Signals                              | — | UK83 (4 Wo.)UK | — |                      |
| 1987 | Just to See Her One Heartbeat                                   | — | UK52 (10 Wo.)UK | US8 (21 Wo.)US |                      |
| 1987 | One Heartbeat                                                   | — | — | US10 (19 Wo.)US |                      |
| 1987 | What’s Too Much One Heartbeat                                   | — | — | US79 (10 Wo.)US |                      |
| 1988 | Love Don’t Give No Reason One Heartbeat                         | — | UK89 (1 Wo.)UK | — |                      |
| 1991 | Double Good Everything                                          | DE59 (8 Wo.)DE | — | US91 (3 Wo.)US |                      |

Weitere Singles
| - 1974: The Family Song - 1976: When You Came - 1976: An Old-Fashioned Man - 1976: Just Passing Through - 1977: Vitamin U - 1977: Theme from Big Time - 1978: Why You Wanna See My Bad Side - 1978: Shoe Soul - 1978: Madam X - 1979: Get Ready - 1980: Heavy on Pride (Light on Love) - 1980: Wine, Women and Song - 1981: Who’s Sad - 1981: Food for Thought - 1981: Aqui contigo - 1982: I’ve Made Love to You a Thousand Times - 1982: Greatest Hits Medley | - 1982: Yes It’s You Lady - 1983: Don’t Play Another Love Song - 1983: Touch the Sky - 1984: And I Don’t Love You - 1984: Hold On to Your Love - 1984: I Can’t Find - 1986: Sleepless Nights - 1986: Because of You (It’s the Best It’s Ever Been) - 1987: Love Don’t Give No Reason - 1989: (It’s The) Same Old Love - 1990: Everything You Touch - 1990: Take Me Through the Night - 1991: Rewind - 1999: Sleepin’ In - 1999: Easy to Love - 2009: Love Bath |

### Singles als Gastmusiker
| Jahr | Titel Album                                           | Höchstplatzierung, Gesamtwochen, AuszeichnungChartplatzierungen (Jahr, Titel, Album, Platzierungen, Wochen, Auszeichnungen, Anmerkungen) | Höchstplatzierung, Gesamtwochen, AuszeichnungChartplatzierungen (Jahr, Titel, Album, Platzierungen, Wochen, Auszeichnungen, Anmerkungen) | Höchstplatzierung, Gesamtwochen, AuszeichnungChartplatzierungen (Jahr, Titel, Album, Platzierungen, Wochen, Auszeichnungen, Anmerkungen) | Anmerkungen                                   |
| Jahr | Titel Album                                           | DE | UK | US | Anmerkungen                                   |
| ---- | ----------------------------------------------------- | --- | --- | --- | --------------------------------------------- |
| 1979 | Pops, We Love You (A Tribute to Father) Diana’s Duets | — | UK66 (5 Wo.)UK | US59 (8 Wo.)US | mit Diana Ross, Marvin Gaye und Stevie Wonder |
| 1983 | Ebony Eyes Cold Blooded                               | — | UK96 (3 Wo.)UK | US43 (12 Wo.)US | mit Rick James                                |
| 1989 | Indestructible                                        | DE14 (17 Wo.)DE | UK30 (7 Wo.)UK | — | The Four Tops feat. Smokey Robinson           |

Weitere Gastbeiträge
- 1987: I Know You by Heart (Dolly Parton mit Smokey Robinson)
- 2019: Make It Better (Anderson Paak feat. Smokey Robinson, US: Gold)

### Videoalben
- 1992: Greatest Hits Live
- 2001: Standing Room Only
- 2004: Food for the Spirit
- 2005: My World: The Definitive Collection
- 2005: 20th Century Masters: DVD Collection
- 2006: The Definitive Performances: 1963–1987 (US: Gold)

## Auszeichnungen für Musikverkäufe
| Goldene Schallplatte - Kanada - 1982: für die Single Being with You - Neuseeland - 1980: für die Single Cruisin’ - 1981: für die Single Being with You |

Anmerkung: Auszeichnungen in Ländern aus den Charttabellen bzw. Chartboxen sind in ebendiesen zu finden.
| Land/RegionAuszeichnungen für Musikverkäufe (Land/Region, Auszeichnungen, Verkäufe, Quellen) | Silber  | Gold       | Platin | Verkäufe  | Quellen                   |
| -------------------------------------------------------------------------------------------- | ------- | ---------- | ------ | --------- | ------------------------- |
| Kanada (MC)                                                                                  | —       | Gold1      | —      | 75.000    | musiccanada.com           |
| Neuseeland (RMNZ)                                                                            | —       | 2× Gold2   | —      | 20.000    | aotearoamusiccharts.co.nz |
| Vereinigte Staaten (RIAA)                                                                    | —       | 5× Gold5   | —      | 2.550.000 | riaa.com                  |
| Vereinigtes Königreich (BPI)                                                                 | Silber1 | 2× Gold2   | —      | 660.000   | bpi.co.uk                 |
| Insgesamt                                                                                    | Silber1 | 10× Gold10 | —      |           |                           |

## Filmografie
- Smokey Robinson mit den Miracles: T.A.M.I. Show, Regie: Steve Binder, USA 1964.